# زمین‌لرزه ۲۰۱۹ آلبانی
زمین لرزه آلبانی (انگلیسی: 2019 Albania earthquake) در ۲۶ نوامبر ۲۰۱۹ در شمال غربی آلبانی و با شدت ۶٫۴ در ۱۲ کیلومتری جنوب غرب ماموراس در ساعت ۳:۵۴ دقیقه به وقت زمان اروپای مرکزی رخ داد.
دست کم ۵۱ نفر کشته و ۳۰۰۰ تن زخمی شدند.